# Салют-3
Салю́т-3 (також називалась ОПС-2 або № 102) — радянська орбітальна станція. Друга військова орбітальна станція Алмаз. Пробула на  орбіті 213 діб, з них 15 діб з екіпажем.
За офіційними  радянськими даними, семимісячний політ станції Салют-3 перевищив більш ніж удвічі первісно заплановану тривалість польоту. В радянських публікаціях також повідомлялось, що Салют-3 була першою космічною станцією з підтримкою постійної орієнтації відносно поверхні  Землі. Для цього було здійснено щонайменше 500000 включень двигунів орієнтації. Цей факт також натякнув західним спостерігачам, що Салют-3, можливо, здійснює розвідувальні завдання.
Багато років потому з'ясувалося, що незадовго до сходу з орбіти за командою наземного центру управління (ЦУПу) здійснено постріли з «самооборонної» гармати на борту станції. За словами Ігоря Афанасьєва, експерта з історії космічної техніки, постріли здійснювались в напрямку, протилежному вектору швидкості станції, щоб зменшити «орбітальне життя» снарядів гармати. Загалом під час польоту станції здійснено три стрільби.

## Політ
25 червня 1974 року виведена ракетою-носієм Протон на орбіту з апогеєм 253 і перигеєм 213 з нахилом 51,6°.

### Перший екіпаж
4 липня з орбітальною станцією Салют-3 (Алмаз-2) зістикувався космічний корабель Союз-14 і доставив перший екіпаж у складі: командир полковник Павло Попович і бортінженер підполковник Юрій Артюхін.
На борту станції в рамках військової програми космонавти спостерігали ракетні бази; проводили деякі медичні і біологічні експерименти, зокрема щодня протягом двох годин здійснювали вправи для боротьби з негативним впливом невагомості.
19 липня о 9:03 UTC космічний корабель Союз-14 відстикувався від станції Салют-3 (Алмаз-2). За 15 діб космонавти виконали всю
програму.

### Другий екіпаж
27 серпня екіпаж космічного корабля Союз-15 спробував тричі зістикуватись з орбітальною станцією, але не зміг через збій в роботі системи зближення «Ігла» і був змушений повертатись на Землю у зв'язку з закінченням заряду акумуляторних батарей.

### Безпілотний режим
Через проблеми зі стикуванням корабля Союз-15 більше польотів на станцію не планували.
23 вересня зі станції відстрелено спеціальну капсулу, щоб доставити на Землю фотоплівки й інші матеріали.
26 грудня виведено на орбіту станцію Салют-4 (ДОС-4).
За командою ЦУПу станція Салют-3 зійшла з орбіти 25 січня 1975 року над Тихим океаном.